# ねぎしひろし
ねぎし ひろし（本名：根岸 弘、1960年7月18日 - ）は、日本の男性アニメ演出家・監督。東京都出身。株式会社ゼロジー取締役、株式会社セイバープロジェクト代表取締役、株式会社セイバーワークス取締役、株式会社リーベル取締役、株式会社セイバーリンクス取締役。血液型はO型。

## 来歴
東京デザイナー学院を卒業後、スタジオコクピットを経てラディクスエースエンタテインメントを設立し、同社の代表取締役に就任した。以来、代表の業務をこなしながらも、監督として多数の作品に参加。
その後、ラディクスモバニメーション代表取締役を経て、2011年6月に新たにアニメ制作会社「株式会社ゼロジー」を設立し現在は取締役として所属している。
2014年5月には新たに「株式会社AICプロジェクト」（2016年5月に「株式会社セイバープロジェクト」に変更）を設立し代表取締役となっている。
本名、もしくはネギシヒロシ名義でクレジットされる事もある。

## 参加作品

### 監督作品

#### テレビアニメ
1988年
- 超音戦士ボーグマン

1990年
- NG騎士ラムネ&40（-1991年）

1992年
- 宇宙の騎士テッカマンブレード（-1993年）

1995年
- 天地無用!

1996年
- VS騎士ラムネ&40炎（総監督）

1997年
- マスターモスキートン'99（-1998年、総監督）

2000年
- ベイビーフィリックス（-2001年、総監督）

2001年
- 電脳冒険記ウェブダイバー（-2002年、総監督）

2003年
- ダイバージェンス・イヴ（総監督）

2004年
- みさきクロニクル〜ダイバージェンス・イヴ〜（総監督）

2006年
- 妖逆門（-2007年）

2012年
- パブー&モジーズ（総監督（Tae-Ho HANと共同））

2014年
- 愛・天地無用!

#### 劇場アニメ
1996年
- 劇場版 天地無用! in LOVE

1999年
- 劇場版 天地無用! in LOVE2 遙かなる想い

2022年
- ジュエルペット あたっくとらべる!

#### OVA
1987年
- 魔境外伝レディウス

1989年
- ザ・ボーグマン ラストバトル

1991年
- 闇の司法官ジャッジ

1992年
- KO世紀ビースト三獣士

1993年
- KO世紀ビースト三獣士II
- 妖世紀水滸伝

1994年
- BOUNTY DOG/月面のイブ

1995年
- 影技 -SHADOW SKILL-（-1996年）

1996年
- BURN-UP W
- マスターモスキートン（-1997年）

1999年
- 菜々子解体診書（-2000年）

#### Webアニメ
2003年
- Vie Durant

### 参加作品

#### テレビアニメ
1982年
- 機甲艦隊ダイラガーXV（-1983年、制作進行）
- The・かぼちゃワイン（-1984年、制作進行）

1984年
- 超攻速ガルビオン（絵コンテ・演出）
- 超力ロボ ガラット（-1985年、演出）

1985年
- 超獣機神ダンクーガ（演出）

1986年
- マシンロボ クロノスの大逆襲（-1987年、絵コンテ・演出）

1989年
- たいむとらぶるトンデケマン!（-1990年、絵コンテ）

2001年
- しあわせソウのオコジョさん（-2002年、企画・監修）

2002年
- 灰羽連盟（ED絵コンテ・演出）

2004年
- Wind -a breath of heart-（企画）

#### 劇場アニメ
1992年
- 走れメロス（監督補）

#### OVA
1986年
- 装鬼兵MDガイスト（演出）

1989年
- 強殖装甲ガイバー（-1990年、絵コンテ・演出）

1995年
- SMガールズ セイバーマリオネットR（-1996年、原作・監修）

2006年
- くりいむレモン New Generation（プロデューサー）

#### Webアニメ
2016年
- ジュエルペット あたっくちゃんす!?（スーパーバイザー）